# Juan Tizol

Juan Tizol (maj 1943).

Juan Tizol, född 31 december 1900, död 23 april 1984 i Inglewood, Kalifornien, var en amerikansk jazztrombonist och kompositör.

## Karriär
Tizol föddes i San Juan, Puerto Rico och flyttade till USA 1920. Han arbetade med Duke Ellington från 1929 till 1944 och det var under denna tid han komponerade sångerna "Caravan" och "Perdido". Efter det arbetade han med Harry James orkester i Kalifornien vilket tillät honom att träffa sin hustru oftare. År 1957 var han gäst i The Nat King Cole Show. 